# Marc Camoletti
Marc Camoletti (Ginevra, 16 novembre 1923 – Benerville-sur-Mer, 18 luglio 2003) è stato un commediografo e regista francese.

## Biografia
La famiglia Camoletti, originaria di Novara e trasferitasi a Ginevra nel XVIII secolo, è conosciuta per le realizzazioni architettoniche.
Marc Camoletti, dopo gli studi di architettura e di pittura, si trasferì a Parigi dove conobbe Germaine Ribere, che lo introdusse all’attività teatrale, e che ben presto sarebbe divenuta sua moglie. La sua prima regia, Isabelle et le pélican di Marcel Franck, debuttò il 30 aprile 1955 presso il Théâtre Édouard VII di Parigi. Il passo successivo fu con la sua prima commedia, La Bonne Anna, presentata nel 1958 al Théâtre des Capucines di Parigi, con la regia di Michel de Ré. Il successo di pubblico ottenuto da La Bonne Anna convinse Camoletti a proseguire sulla strada del vaudeville.
A fine 1960 arrivò il grande successo con Boeing Boeing, per la regia di Christian Gérard, presentata alla Comédie Caumartin di Parigi. La commedia, più volte replicata in Francia, riscontrò un notevole successo in 55 paesi, per oltre 17.500 repliche, tra i quali Londra, per sette anni consecutivi a partire dal 1962.

Nel 1991 il Guinness Book of Records certificò Boeing Boeing come «l’opera teatrale francese più rappresentata all’estero».
L'Amour propre (1968), fu prima la regia di un proprio testo, presentato al Théâtre Édouard VII di Parigi.
Nel 1972, con la moglie Germaine, prese in gestione il Théâtre Michel di Parigi, nel quale, a fine 1972, decisero di presentare la nuova commedia Duos sur canapé. Dalla stessa trasse l’unica sua realizzazione cinematografica e di cui curò sceneggiatura e regia (Duos sur canapé, 1979).
Nel 1984 ripresentò L'Amour propre con il nuovo titolo Le Bluffeur al Théâtre de la Michodière di Parigi, con scene e costumi di Germaine Camoletti.
La commedia Pyjama pour six fu rappresentata al Théâtre Michel nel 1985. e poi ripresa nel 1988.
Nel marzo 1991 nella versione di Robin Hawdon, con il titolo Don’t Dress for Dinner, andò in scena all’Apollo Theatre di Londra, poi al Duchess Theatre (dall'ottobre 1992), complessivamente per 6 anni.  
Negli anni ’80 e ’90 le commedie rappresentate al Théâtre Michel furono registrate con la collaborazione di Georges Folgoas, trasmesse da Antenne 2 e successivamente edite in DVD.
Alla notizia della sua morte, avvenuta il 18 luglio 2003, Jean-Jacques Aillagon, ministro della Cultura dell’epoca, commentò: «Il teatro perde l’autore che senza dubbio aveva saputo portare il vaudeville nel firmamento di un successo non soggetto alle mode. (…) Resterà nella memoria di milioni di spettatori a Parigi, in Francia e all’estero, a chi avrà, con il ridere, condiviso la magia del teatro.»

## Teatro
- La Bonne Anna, tre atti, Parigi, Théâtre des Capucines, marzo 1958
- Pauvre Édouard, tre atti, Parigi, Comédie-Wagram, 1959
- L’Homme nu, tre atti, Parigi, Théâtre des Capucines, 31 luglio 1959.
- Heureux mortels, Parigi, Théâtre Fontaine, 25 marzo 1960.
- Boeing-Boeing, Parigi, Comédie-Caumartin, 10 dicembre 1960.
- Sémiramis, tre atti, Parigi, Théâtre Édouard VII, 18 settembre 1963.
- Secretissimo, due atti, Parigi, Théâtre des Ambassadeurs, 2 ottobre 1965.
- La Bonne Adresse, Parigi, Théâtre des Nouveautés, 21 dicembre 1966.
- L'Amour propre, tre atti, Parigi, Théâtre Édouard VII, 22 febbraio 1968.
- Duos sur canapé, Parigi, Théâtre Michel, 19 dicembre 1972.
- Happy Birthday, Parigi, Théâtre Michel, 2 settembre 1976.
- On dînera au lit, due atti, Parigi, Théâtre Michel, 26 settembre 1980.
- Le Bluffeur ou L'Amour propre, Parigi, Théâtre de la Michodière, 9 novembre 1984.
- Pyjama pour six, Parigi, Théâtre Michel, 7 dicembre 1985.
- Mon cœur sur la commode, 1986
- La chambre d'ami, Parigi, Théâtre Michel, 28 novembre 1987.
- Darling chérie, Parigi, Théâtre Michel, 1991
- Sexe et jalousie, Parigi, Théâtre Michel, febbraio 1993
- Voyage de noces, Parigi, Théâtre Michel, 16 settembre 1997.

### Rappresentazioni italiane
- Boeing Boeing, regia di Silverio Blasi, Roma, Teatro Eliseo, 7 aprile 1962.
- Pigiama per sei, regia di Luigi Tani, Roma, Teatro Manzoni, 23 novembre 1988.
- Buffet per quattro, regia di Luigi Tani, Roma, Teatro Manzoni, 3 ottobre 1991.
- Sesso e gelosia, regia di Carlo Alighiero, Roma, Teatro Manzoni, 31 ottobre 2006.
- Stasera si cena a letto, regia di Giorgio Caprile, Santena, Teatro Elios, 26 gennaio 2019.

## Cinema
- Boeing Boeing, regia di John Rich, soggetto di Marc Camoletti (1965)
- Duos sur canapé, sceneggiatura e regia di Marc Camoletti (1979)